# Бабынинский район
Бабы́нинский район — административно-территориальная единица (район) и муниципальное образование (муниципальный район) в центре Калужской области России.
Административный центр — посёлок Бабынино. Крупнейший населённый пункт — посёлок Воротынск.

## География
Площадь — 847 км² (22-е место среди районов). Граничит на севере с Юхновским и Дзержинским районами, на востоке — с пригородной зоной Калуги и Перемышльским районом, на юге — с Козельским и на западе — с Мещовским районами.
Основные реки — Безвель, Большой Березуй, Высса.

## История
Указом Екатерины II от 24 августа 1776 года было образовано Калужское наместничество, включавшее 12 уездов. Среди них — Мещовский и Перемышльский, из частей которых и составился в будущем Бабынинский район.
В первое послереволюционное десятилетие административные преобразования были частыми. В 1929 году была упразднена Калужская губерния, а её территория поделена между Московской и Западной областями. В составе Калужского округа Московской области 12 июля 1929 года был образован Бабынинский район, занявший территорию Кумовской, Пятницкой и Тырновской, а также части Курыничской волости Перемышльского уезда, Сабуровщинской, Стрельнинской и Утешевской волостей Мещовского уезда. Однако официальной датой основания Бабынинского района считается 11 августа 1929 г.
Первоначально в его состав вошли 28 сельсоветов бывшего Калужского уезда Калужской губернии:
- из Бабынинской волости: Антопьевский, Бабынинский, Волковский, Воронино-Лопухинский, Вязовенский, Дмитриевский, Извековский, Козинский, Лапинский, Матовский, Матюковский, Нестеровский, Покровский, Пятницкий, Сабуровщинский, Сеньковский, Старосельский, Стрельненский, Тырновский, Утешевский, Черногряжский, Щупловский
- из Воротынской волости: Бражниковский, Кумовский, Муромцевский, Недетовский, Рождественский, Шамординский.

На территории район находились 305 сёл и деревень с населением более 40 тысяч человек.
20 мая того же года из Перемышльского района в Бабынинский были переданы Варваренский, Дворяниновский и Дерягинский сельсоветы.
В конце июля 1930 года округа были ликвидированы, и Бабынинский район вошёл в Московскую область.
17 октября 1934 года были упразднены Дерягинский и Нестеровский сельские советы.
26 сентября 1937 года Бабынинский район был передан в Тульскую область.
19 сентября 1939 года приказом № 0308 Л. П. Берии об организации при НКВД СССР Управления по военнопленным, утверждении его штатов и организации лагерей для содержания военнопленных вблизи станции Бабынино Западной железной дороги на базе санатория «Павлищев Бор» был создан Юхновский лагерь военнопленных на 5 тысяч человек, с доведением его вместимости до 10 тысяч человек к 1 октября. В него были направлены польские военнопленные с территорий, присоединенных к СССР после начала Второй мировой войны, а затем арестованные во время массовой депортации 14 июня 1941 года контрреволюционные и антисоветские элементы из Эстонской ССР.
5 июля 1944 г. , вскоре после освобождения территории Калужского края от немецко-фашистских захватчиков, в соответствии с указом Президиума Верховного Совета СССР образована Калужская область, в составе из 24 районов, в том числе — Бабынинского.

## Население
| 1931    | 1939    | 1959    | 1970    | 1979    | 1989    | 2002    | 2009    | 2010    |
| ------- | ------- | ------- | ------- | ------- | ------- | ------- | ------- | ------- |
| 42 800  | ↘31 173 | ↘14 127 | ↗16 718 | ↘15 988 | ↗16 178 | ↗22 143 | ↗22 699 | ↘21 041 |
| 2011    | 2012    | 2013    | 2014    | 2015    | 2016    | 2017    | 2018    | 2019    |
| ↘20 997 | ↘20 377 | ↘20 009 | ↘19 551 | ↘19 044 | ↘18 708 | ↘18 707 | ↘18 349 | ↘18 306 |
| 2020    | 2021    |         |         |         |         |         |         |         |
| ↘18 293 | ↗20 991 |         |         |         |         |         |         |         |

Бабынинский — единственный район Калужской области, сельское население которого к 2000 году увеличилось по сравнению с 1970 годом более чем на 3 тысячи человек. Это произошло за счёт переселенцев из других областей и государств. Вырос и посёлок Воротынск за счёт переселённых в него военных.

### Национальный состав
По итогам переписи населения 2020 года проживали следующие национальности (национальности менее 0,1 % и другое, см. в сноске к строке «Другие»):
| Национальность | Численность, чел. | Доля     |
| -------------- | ----------------- | -------- |
| Русские        | 18 239            | 86,89 %  |
| Азербайджанцы  | 391               | 1,86 %   |
| Украинцы       | 344               | 1,64 %   |
| Армяне         | 334               | 1,59 %   |
| Узбеки         | 234               | 1,11 %   |
| Лезгины        | 208               | 0,99 %   |
| Молдаване      | 116               | 0,55 %   |
| Татары         | 106               | 0,50 %   |
| Белорусы       | 94                | 0,45 %   |
| Таджики        | 72                | 0,34 %   |
| Ингуши         | 49                | 0,23 %   |
| Осетины        | 35                | 0,17 %   |
| Грузины        | 34                | 0,16 %   |
| Киргизы        | 29                | 0,14 %   |
| Чеченцы        | 24                | 0,11 %   |
| Кумыки         | 22                | 0,10 %   |
| Гагаузы        | 22                | 0,10 %   |
| Другие         | 638               | 3,07 %   |
| Итого          | 20 991            | 100,00 % |

## Административное деление
Бабынинский район как административно-территориальная единица включает 6 административно-территориальных единиц: 2 посёлка и 4 села, как муниципальное образование со статусом муниципального района — 6 муниципальных образований, в том числе 1 городское и 5 сельских поселений. 
| №        | Муниципальное образование | Административный центр | Количество населённых пунктов | Население (чел.) | Площадь (км²) |
| -------- | ------------------------- | ---------------------- | ----------------------------- | ---------------- | ------------- |
| 1e-06    | Городское поселение:      |                        |                               |                  |               |
| 1        | Посёлок Воротынск         | посёлок Воротынск      | 7                             | ↘10 916          | 37,44         |
| 1.000002 | Сельские поселения:       |                        |                               |                  |               |
| 2        | Посёлок Бабынино          | посёлок Бабынино       | 2                             | ↗3885            | 6,35          |
| 3        | Село Бабынино             | село Бабынино          | 35                            | ↗1721            | 278,96        |
| 4        | Село Муромцево            | село Муромцево         | 37                            | ↗1733            | 202,08        |
| 5        | Село Сабуровщино          | село Сабуровщино       | 18                            | ↗1141            | 80,79         |
| 6        | Село Утешево              | село Утешево           | 22                            | ↗1488            | 190,22        |

## Населённые пункты
В Бабынинском районе 121 населённый пункт.
| №   | Населённый пункт      | Тип     | Население | Муниципальное образование |
| --- | --------------------- | ------- | --------- | ------------------------- |
| 1   | Акулово               | деревня | ↗2        | Село Сабуровщино          |
| 2   | Акулово               | село    | ↘103      | Село Бабынино             |
| 3   | Альшаны               | деревня | ↘17       | Село Бабынино             |
| 4   | Аникановский          | хутор   | ↘31       | Село Муромцево            |
| 5   | Антопьево             | село    | ↘213      | Село Бабынино             |
| 6   | Бабынино              | посёлок | ↗3823     | Посёлок Бабынино          |
| 7   | Бабынино              | село    | ↗439      | Село Бабынино             |
| 8   | Бабынинское Отделение | посёлок | ↘217      | Село Муромцево            |
| 9   | Бакатово              | село    | ↘5        | Село Муромцево            |
| 10  | Барановка             | деревня | ↗6        | Село Муромцево            |
| 11  | Барашня               | деревня | ↘0        | Село Бабынино             |
| 12  | Башутино              | деревня | ↗5        | Село Муромцево            |
| 13  | Безвель               | деревня | ↘9        | Село Сабуровщино          |
| 14  | Бесово                | деревня | ↗15       | Село Муромцево            |
| 15  | Бражниково            | деревня | ↗31       | Село Муромцево            |
| 16  | Бровкино              | деревня | ↘8        | Село Утешево              |
| 17  | Варваренки            | село    | ↗16       | Село Бабынино             |
| 18  | Васцы                 | деревня | ↘2        | Село Сабуровщино          |
| 19  | Верхнее Сомово        | деревня | ↘0        | Село Бабынино             |
| 20  | Верхний Доец          | деревня | ↗9        | Село Муромцево            |
| 21  | Вислово               | деревня | ↘9        | Село Бабынино             |
| 22  | Вишенки               | деревня | ↘2        | Село Сабуровщино          |
| 23  | Внуково               | деревня | ↘14       | Село Утешево              |
| 24  | Волково               | село    | ↘5        | Село Бабынино             |
| 25  | Волхонское            | деревня | →2        | Село Утешево              |
| 26  | Волчье                | деревня | ↘9        | Село Бабынино             |
| 27  | Воронино              | деревня | ↘37       | Село Утешево              |
| 28  | Воротынск             | пгт     | ↘10 566   | Посёлок Воротынск         |
| 29  | Высокое               | деревня | ↘4        | Село Бабынино             |
| 30  | Вязовна               | село    | ↗374      | Село Утешево              |
| 31  | Газопровод            | посёлок | ↘645      | Село Сабуровщино          |
| 32  | Городниково           | деревня | ↘2        | Село Муромцево            |
| 33  | Гришово               | село    | →0        | Село Утешево              |
| 34  | Губино                | деревня | ↘10       | Село Бабынино             |
| 35  | Дегтянка              | деревня | ↘3        | Село Муромцево            |
| 36  | Дерягино              | деревня | ↘10       | Село Бабынино             |
| 37  | Дмитриевка            | деревня | ↘1        | Село Бабынино             |
| 38  | Доропоново            | деревня | ↗21       | Посёлок Воротынск         |
| 39  | Дяглевка              | деревня | ↗7        | Село Бабынино             |
| 40  | Егорьево              | деревня | ↘6        | Село Бабынино             |
| 41  | Егорьево              | деревня | ↘15       | Село Сабуровщино          |
| 42  | Жалобино              | деревня | →4        | Село Утешево              |
| 43  | Извеково              | село    | ↘28       | Село Утешево              |
| 44  | Ильино                | деревня | →2        | Село Сабуровщино          |
| 45  | Карачево              | деревня | ↘1        | Село Бабынино             |
| 46  | Каторгино             | деревня | ↘6        | Село Сабуровщино          |
| 47  | Козино                | деревня | ↘14       | Село Сабуровщино          |
| 48  | Колентеево            | деревня | ↘3        | Село Сабуровщино          |
| 49  | Колтенки              | деревня | →0        | Село Сабуровщино          |
| 50  | Космачи               | деревня | ↗13       | Село Муромцево            |
| 51  | Костенево             | деревня | →0        | Село Муромцево            |
| 52  | Кромино               | деревня | ↗62       | Село Муромцево            |
| 53  | Крутая                | деревня | ↘1        | Село Бабынино             |
| 54  | Кулешовка             | деревня | ↘1        | Село Муромцево            |
| 55  | Кумовское             | село    | ↘169      | Посёлок Воротынск         |
| 56  | Куракино              | село    | ↘329      | Село Утешево              |
| 57  | Лапино                | деревня | ↘114      | Село Бабынино             |
| 58  | Ленское               | деревня | ↘8        | Село Муромцево            |
| 59  | Липилины Дворы        | деревня | ↘8        | Село Муромцево            |
| 60  | Лопухино              | деревня | ↘122      | Село Утешево              |
| 61  | Лычино                | деревня | ↘4        | Село Утешево              |
| 62  | Маково                | деревня | ↘12       | Село Бабынино             |
| 63  | Матюково              | деревня | ↗18       | Село Бабынино             |
| 64  | Матюково              | деревня | ↘10       | Село Бабынино             |
| 65  | Машкино               | деревня | ↗5        | Село Утешево              |
| 66  | Мезенцево             | деревня | ↘1        | Село Муромцево            |
| 67  | Мелечево              | деревня | ↘2        | Село Утешево              |
| 68  | Мордвиново            | деревня | ↗3        | Село Муромцево            |
| 69  | Муромцево             | село    | ↗663      | Село Муромцево            |
| 70  | Мячково               | деревня | ↗11       | Село Муромцево            |
| 71  | Надеино               | деревня | →7        | Село Сабуровщино          |
| 72  | Настино               | деревня | →2        | Село Сабуровщино          |
| 73  | Нестеровка            | деревня | ↘3        | Село Утешево              |
| 74  | Нижнее Сомово         | деревня | ↘4        | Село Бабынино             |
| 75  | Нижний Доец           | деревня | ↘6        | Село Муромцево            |
| 76  | Никольское            | село    | ↘137      | Село Бабынино             |
| 77  | Оликово               | деревня | ↘12       | Село Утешево              |
| 78  | Орловка               | деревня | ↘4        | Село Муромцево            |
| 79  | Осиповка              | деревня | ↘3        | Село Бабынино             |
| 80  | Плюсково              | деревня | ↗6        | Село Муромцево            |
| 81  | Подберезье            | деревня | ↘0        | Село Бабынино             |
| 82  | Подолуйцы             | деревня | ↘3        | Село Утешево              |
| 83  | Покров                | деревня | ↗37       | Село Сабуровщино          |
| 84  | Поповка               | деревня | ↗12       | Село Муромцево            |
| 85  | Поповские Хутора      | деревня | ↘178      | Село Муромцево            |
| 86  | Пятницкое             | село    | ↘147      | Село Бабынино             |
| 87  | Рассудово             | деревня | ↗63       | Село Бабынино             |
| 88  | Ропчица               | деревня | ↘0        | Село Муромцево            |
| 89  | Рыжково               | деревня | ↘10       | Село Утешево              |
| 90  | Рыково                | деревня | →4        | Село Муромцево            |
| 91  | Рындино               | деревня | ↘9        | Посёлок Воротынск         |
| 92  | Сабуровщино           | село    | ↘406      | Село Сабуровщино          |
| 93  | Савинское             | деревня | ↘23       | Село Муромцево            |
| 94  | Садовый               | посёлок | ↘198      | Село Муромцево            |
| 95  | Светлицы              | деревня | ↗4        | Село Бабынино             |
| 96  | Свиридово             | деревня | →1        | Село Утешево              |
| 97  | Семыкино              | деревня | ↗9        | Село Муромцево            |
| 98  | Сеньково              | село    | ↘15       | Село Бабынино             |
| 99  | Сергиево              | село    | ↘27       | Село Сабуровщино          |
| 100 | Слобода               | деревня | ↘62       | Посёлок Бабынино          |
| 101 | Слободка              | деревня | ↘8        | Село Бабынино             |
| 102 | Сорокино              | деревня | ↗10       | Село Муромцево            |
| 103 | Сосновка              | деревня | →3        | Село Муромцево            |
| 104 | Спас                  | деревня | ↘24       | Село Бабынино             |
| 105 | Спорное               | деревня | ↘5        | Село Утешево              |
| 106 | Стрельня              | село    | ↘14       | Село Сабуровщино          |
| 107 | Сычево                | деревня | ↘2        | Село Утешево              |
| 108 | Тимешово              | деревня | ↘1        | Село Бабынино             |
| 109 | Тужимово              | деревня | ↘1        | Село Муромцево            |
| 110 | Тырново               | село    | ↘161      | Село Муромцево            |
| 111 | Уколовка              | деревня | ↗11       | Посёлок Воротынск         |
| 112 | Утешево               | село    | ↘333      | Село Утешево              |
| 113 | Харское               | деревня | ↗17       | Посёлок Воротынск         |
| 114 | Хвалово               | деревня | ↘36       | Село Бабынино             |
| 115 | Холопово              | деревня | ↘11       | Село Бабынино             |
| 116 | Чёрная Грязь          | деревня | ↘41       | Село Муромцево            |
| 117 | Шамордино             | деревня | ↘4        | Село Муромцево            |
| 118 | Шейная Гора           | деревня | ↘4        | Посёлок Воротынск         |
| 119 | Ширяево               | деревня | ↗9        | Село Муромцево            |
| 120 | Шубино                | деревня | ↘1        | Село Утешево              |
| 121 | Шугурово              | деревня | ↗21       | Село Сабуровщино          |

В 1998 году образован новый населённый пункт — деревня Барановка.
Упразднённые населённые пункты:
- 1987 год — деревня Сороченка и посёлок Новый Путь Воронинского сельсовета.

## Транспорт
Через район проходят
- М3Автомагистраль М3 «Украина»
- ЖД магистраль Москва-Киев

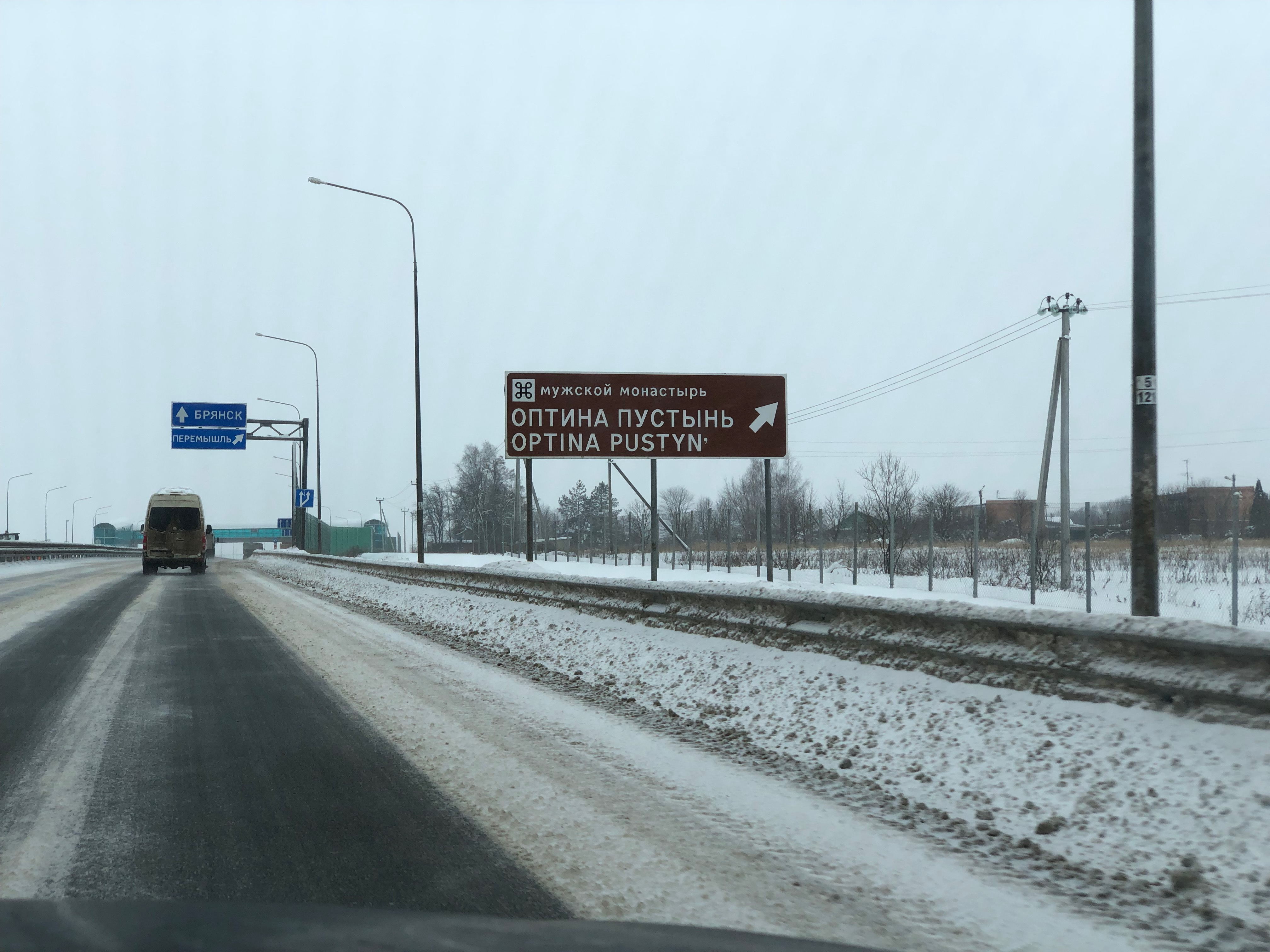
М3

Через Бабынинскую землю издавна проходили пути, которые вели от Москвы и Калуги далеко на запад и юг. Один из таких путей — Старая Смоленская дорога. Она, одета в асфальт, действует и сегодня и проходит по северной окраине района. С неё за деревней Куракино прежде можно было свернуть на древние города Людимеск и Мещовск.
Другая, не менее древняя дорога, вела от устья Угры через город Жиздру на Брянск — Брянский большак. Современная дорога, соединяющая поселки Бабынино и Воротынск, проходит несколько севернее.
Активное строительство дорог в районе велось в 60-е—80-е года. Тогда центр района поселок Бабынино был соединен со всеми центральными усадьбами колхозов достаточно хорошими дорогами. С 1976 г. стала действующей автомагистраль федерального значения Москва-Киев. Двадцатисемикилометровый участок её пересекает район с северо-востока на юго-запад. На 204 км от этого шоссе имеется ответвление на Бабынино. Расстояние до поселка составляет 2 км.
От Бабынино веером расходятся дороги территориального значения на Антопьево, Пятницкое, Воротынск, Утешево, Газопровод.
На протяжении 30 км Бабынинский район пересекает железнодорожная магистраль Москва-Киев, связывающая столицу России с Украиной, Молдавией, Венгрией, Румынией, Болгарией, Словакией. Станция Бабынино находится в 215 км от Москвы. Электропоезда следуют в одном направлении до Калуги, в другом до Сухиничей.

## Культура
Из культурно-просветительных объектов района в 1929 г. значилось 9 изб-читален, 27 красных уголков и 2 клуба. В начале 30-х годов по инициативе и при участии комсомольцев и молодёжи в поселке Бабынино было построено здание Дома культуры на 200 мест. Районный Дом культуры работает и по нынешний день. Главным приоритетом в работе для учреждения остаётся доступность культурных услуг и образования для всех слоев населения района За 2011 год было проведено 236 мероприятий. Мероприятия проводятся в соответствии с перспективным планом. Разнообразие мероприятий привлекает разновозрастную аудиторию населения. Для воплощения задач и замыслов используются новые технологии. В данный момент в РДК 30 культурно-досуговых формирований, среди которых 3 коллектива со званием «Народный». Народный хореографический ансамбль «Росинка» (рук. Заслуженный работник культуры Калужской области Г. Рыбакова), в составе ансамбля 60 человек — это 4 возрастные группы. Репертуар ансамбля разнообразен, постоянно обновляется, благодаря спланированной и целенаправленной работе коллектив добивается успехов. Являясь постоянным участником всех концертов и многих мероприятий, ансамбль завоевал любовь зрителя и не теряет её в течение 18 лет. Лауреат Областных фестивалей и конкурсов. «Народный» духовой оркестр (рук. Трубченко В. П.). В составе оркестра 20 человек-юноши различного возраста. Оркестр постоянно совершенствует своё мастерство. Репертуар оркестра составляют произведения классиков, песни военных лет, произведения современных авторов. Коллектив постоянно принимает участие во всех крупных мероприятиях, проводимых в поселке. Является участником областных и всероссийских конкурсов, фестивалей, мероприятий. «Народный» театр «Лира» (режиссёр Сенотрусова И. В.,художник-постановщик Кривцов А. В.). Коллектив с 40-летней историей. В составе театра 2 возрастные группы, взрослый состав и молодёжь 16—18 лет, взрослые от 20 до 50 лет. Третий год работает театральная студия «Образ» для детей 7—14 лет. В ходе репетиционной работы проводятся занятия по сценической пластике, сценической речи, актёрскому мастерству, хореографии. Лауреат Областных фестивалей и конкурсов. Драматическая студия «Радоница» (рук. Петрушина О. В.). Студия несёт православную направленность и работает под патронатом настоятеля Бабынинского храма «Вознесения Господня» О.Георгия. Театр детской песни «Стиль» (рук. Кривцова Л. В.) — это большой коллектив, работающий в различных жанрах вокального искусства. На данный момент в составе коллектива 30 человек, включая фольклорный ансамбль «Сударушка» и «Колокольчик». Репертуар составляют эстрадные и народные песни России и Калужской области. Клубные формирования и объединения РДК работают в различных направлениях творчества, удовлетворяя потребности населения.
Интересно работает Дом культуры поселка Газопровод. Большим успехом у зрителей пользуются театр миниатюр этого ДК и вокальный ансамбль «Русские узоры».
Всего в районе 13 сельских домов культуры, 4 сельских клуба, районный ДК, две агитационно-культурные бригады, выступающие в отдаленных селениях района.
В районе имеется 18 библиотек. В их числе — центральная районная библиотека, районная библиотека для детей и 16 сельских филиалов центральной библиотеки.
В посёлке Бабынино работает школа искусств, а её филиалы имеются в поселке Газопровод и селе Муромцево.